# Siak Sri Indrapura
Siak Sri Indrapura est une ville d'Indonésie dans la province de Riau dans l'île de Sumatra. C'est le chef-lieu du kabupaten de Siak. C'est également l'ancienne capitale du sultanat de Siak.
La ville se situe à environ 70 km de Pekanbaru, capitale provinciale, et à une trentaine de kilomètres du détroit de Pajang.